# Gala (zpěvačka)
Gala, celým jménem Gala Rizzatto, (* 6. září 1975) je italská zpěvačka. Narodila se v Miláně a ve svých sedmnácti letech odešla studovat do Bostonu v americkém státě Massachusetts. V roce 1993 se usadila v New Yorku a věnovala se fotografování. Své první album nazvané Come into My Life zahrnující i megahit "Freed from desire", vydala v roce 1997. V roce 2005 vydala singl „Faraway“ a další album Tough Love následovalo až v roce 2009, dvanáct let po vydání debutu. Později vydala několik dalších singlů.